# بيير تشارلز
بيير تشارلز (بالإنجليزية: Pierre Charles) هو سياسي دومينيكي، ولد في 30 يونيو 1954 في دومينيكا، وتوفي في 6 يناير 2004 في نفس البلد بسبب نوبة قلبية. حزبياً، نشط في حزب العمال الدومينيكي ‏. وقد انتخب رئيس وزراء دومينيكا ‏ ( – 6 يناير 2004).